# Damir Skomina
Damir Skomina, né le 5 août 1976 à Koper, est un arbitre slovène de football, international depuis 2003. En 2019, il est désigné comme étant le meilleur arbitre du monde selon l'IFFHS

## Matchs arbitrés dans les grandes compétitions internationales

### Jeux olympiques
| Date             | Équipe 1         | Résultat         | Équipe 2         | Averti           | Carton jaune · Carton jaune · Carton rouge | Carton rouge     |
| Phase de groupes | Phase de groupes | Phase de groupes | Phase de groupes | Phase de groupes | Phase de groupes                           | Phase de groupes |
| ---------------- | ---------------- | ---------------- | ---------------- | ---------------- | ------------------------------------------ | ---------------- |
| 7 août 2008      | Honduras         | 0 - 3            | Italie           | 5 (2-3)          | 0                                          | 0                |
| Quarts de finale |                  |                  |                  |                  |                                            |                  |
| 16 août 2008     | Brésil           | 2 - 0 ap         | Cameroun         | 13 (5-8)         | 1 (0-1)                                    | 0                |

### Championnats d'Europe de football
| Date             | Équipe 1         | Résultat         | Équipe 2         | Averti           | Carton jaune · Carton jaune · Carton rouge | Carton rouge     |
| Phase de groupes | Phase de groupes | Phase de groupes | Phase de groupes | Phase de groupes | Phase de groupes                           | Phase de groupes |
| ---------------- | ---------------- | ---------------- | ---------------- | ---------------- | ------------------------------------------ | ---------------- |
| 9 juin 2012      | Pays-Bas         | 0 - 1            | Danemark         | 3 (1-2)          | 0                                          | 0                |
| 15 juin 2012     | Suède            | 2 - 3            | Angleterre       | 4 (3-1)          | 0                                          | 0                |
| Quarts de finale |                  |                  |                  |                  |                                            |                  |
| 22 juin 2012     | Allemagne        | 4 - 2            | Grèce            | 2 (0-2)          | 0                                          | 0                |

| Date                | Équipe 1         | Résultat         | Équipe 2         | Averti           | Carton jaune · Carton jaune · Carton rouge | Carton rouge     |
| Phase de groupes    | Phase de groupes | Phase de groupes | Phase de groupes | Phase de groupes | Phase de groupes                           | Phase de groupes |
| ------------------- | ---------------- | ---------------- | ---------------- | ---------------- | ------------------------------------------ | ---------------- |
| 15 juin 2016        | Russie           | 1 - 2            | Slovaquie        | 1 (0-1)          | 0                                          | 0                |
| 19 juin 2016        | Suisse           | 0 - 0            | France           | 2 (0-2)          | 0                                          | 0                |
| Huitièmes de finale |                  |                  |                  |                  |                                            |                  |
| 27 juin 2016        | Angleterre       | 1 - 2            | Islande          | 3 (1-2)          | 0                                          | 0                |
| Quarts de finale    |                  |                  |                  |                  |                                            |                  |
| 1er juillet 2016    | Pays de Galles   | 3 - 1            | Belgique         | 6 (4-2)          | 0                                          | 0                |

### Coupe du Golfe
| Date             | Équipe 1         | Résultat         | Équipe 2         | Averti           | Carton jaune · Carton jaune · Carton rouge | Carton rouge     |
| Phase de groupes | Phase de groupes | Phase de groupes | Phase de groupes | Phase de groupes | Phase de groupes                           | Phase de groupes |
| ---------------- | ---------------- | ---------------- | ---------------- | ---------------- | ------------------------------------------ | ---------------- |
| 14 novembre 2014 | Irak             | 0 - 1            | Koweït           | 7 (3-4)          | 0                                          | 0                |
| 19 novembre 2014 | Arabie saoudite  | 1 - 0            | Yémen            | 3 (2-1)          | 0                                          | 0                |

### Coupe des confédérations
| Date             | Équipe 1         | Résultat         | Équipe 2         | Averti           | Carton jaune · Carton jaune · Carton rouge | Carton rouge     | Vidéo assistance (VAR) |
| Phase de groupes | Phase de groupes | Phase de groupes | Phase de groupes | Phase de groupes | Phase de groupes                           | Phase de groupes | Phase de groupes       |
| ---------------- | ---------------- | ---------------- | ---------------- | ---------------- | ------------------------------------------ | ---------------- | ---------------------- |
| 18 juin 2017     | Cameroun         | 0 - 2            | Chili            | 1 (0-1)          | 0                                          | 0                | Clément Turpin         |

### Coupe du monde
| Date                | Équipe 1         | Résultat         | Équipe 2         | Averti           | Carton jaune · Carton jaune · Carton rouge | Carton rouge     | Vidéo assistance (VAR) |
| Phase de groupes    | Phase de groupes | Phase de groupes | Phase de groupes | Phase de groupes | Phase de groupes                           | Phase de groupes | Phase de groupes       |
| ------------------- | ---------------- | ---------------- | ---------------- | ---------------- | ------------------------------------------ | ---------------- | ---------------------- |
| 16 juin 2018        | Colombie         | 1 - 2            | Japon            | 3 (2-1)          | 0                                          | 1 (1-0)          | Danny Makkelie         |
| 28 juin 2018        | Angleterre       | 0 - 1            | Belgique         | 2 (0-2)          | 0                                          | 0                | Artur Soares Dias      |
| Huitièmes de finale |                  |                  |                  |                  |                                            |                  |                        |
| 3 juillet 2018      | Suède            | 1 - 0            | Suisse           | 3 (1-2)          | 0                                          | 1 (0-1)          | Daniele Orsato         |

### Finales de compétitions de clubs de l'UEFA
| Date         | Équipe 1   | Résultat | Équipe 2           | Averti  | Carton jaune · Carton jaune · Carton rouge | Carton rouge |
| ------------ | ---------- | -------- | ------------------ | ------- | ------------------------------------------ | ------------ |
| 31 août 2012 | Chelsea FC | 1 - 4    | Atlético de Madrid | 1 (1-0) | 0                                          | 0            |

| Date        | Équipe 1       | Résultat | Équipe 2             | Averti  | Carton jaune · Carton jaune · Carton rouge | Carton rouge |
| ----------- | -------------- | -------- | -------------------- | ------- | ------------------------------------------ | ------------ |
| 24 mai 2017 | Ajax Amsterdam | 0 - 2    | Manchester United FC | 6 (3-3) | 0                                          | 0            |

| Date          | Équipe 1             | Résultat | Équipe 2     | Averti | Carton jaune · Carton jaune · Carton rouge | Carton rouge | Vidéo assistance (VAR) |
| ------------- | -------------------- | -------- | ------------ | ------ | ------------------------------------------ | ------------ | ---------------------- |
| 1er juin 2019 | Tottenham Hotspur FC | 0 - 2    | Liverpool FC | 0      | 0                                          | 0            | Danny Makkelie         |